# Plegaderus cribratus
Plegaderus cribratus är en skalbaggsart som beskrevs av Thomas Casey 1893. Plegaderus cribratus ingår i släktet Plegaderus och familjen stumpbaggar. Inga underarter finns listade i Catalogue of Life.